# Wjazd Gustawa Wazy do Sztokholmu w 1523 roku
Wjazd Gustawa Wazy do Sztokholmu w 1523 roku (szw. Gustav Vasas intåg i Stockholm 1523) – obraz olejny szwedzkiego malarza Carla Larssona, namalowany w latach 1891–1908, znajdujący się w zbiorach Nationalmuseum w Sztokholmie.

## Temat obrazu

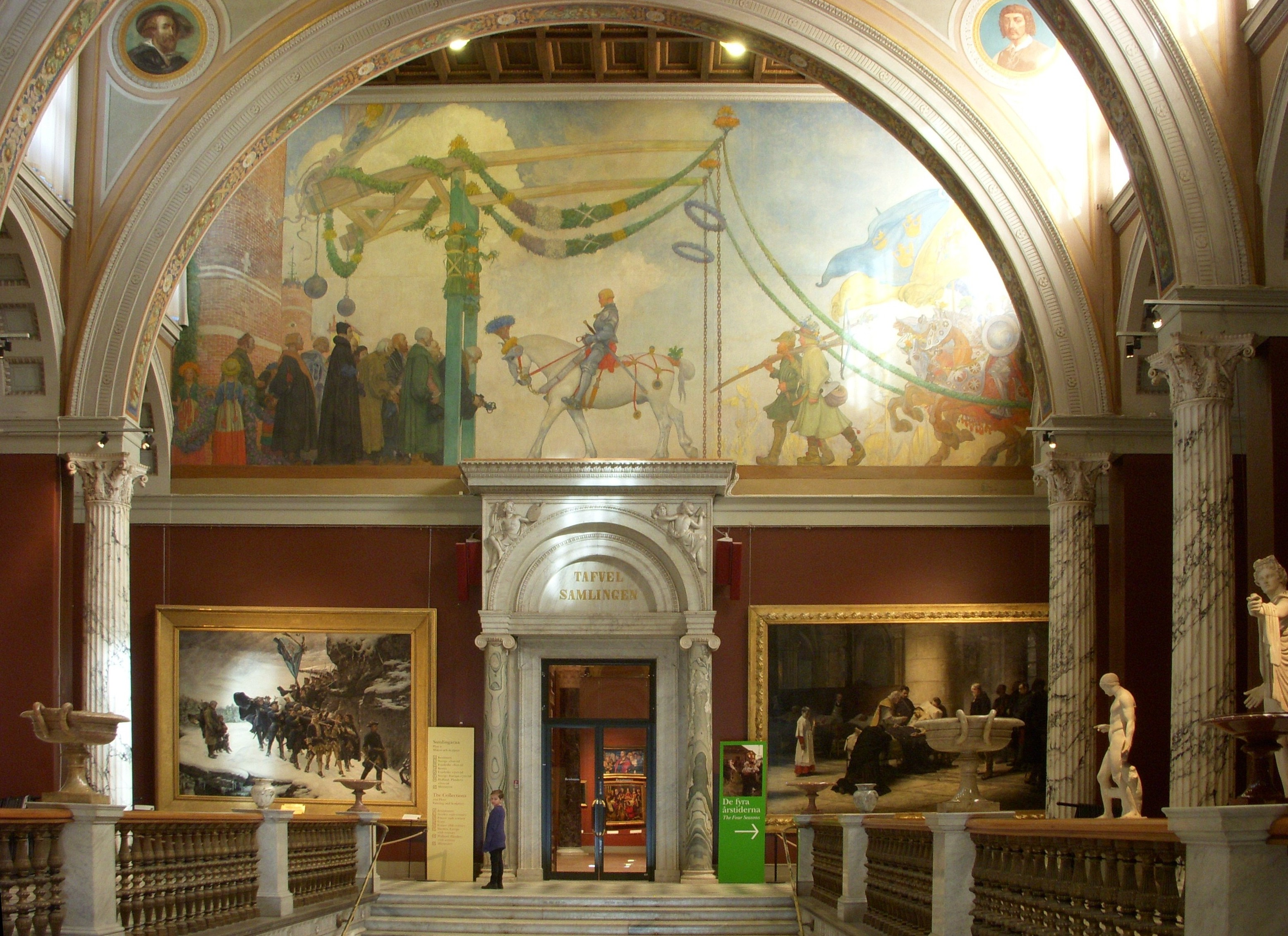
Obraz na klatce schodowej (marzec 2012)

Obraz przedstawia Gustawa I Wazę na koniu w momencie wjazdu do Sztokholmu 24 czerwca 1523 roku. Carl Larsson dobrze znał ten motyw, który wcześniej namalował Johan Gustaf Sandberg w prezbiterium Wazów w katedrze w Uppsali. W swojej wersji Larsson ukazał Gustawa I Wazę wjeżdżającego na białym koniu i podejmowanego przez mieszkańców Sztokholmu w bramie południowej. Mieszczanie przekazują mu klucze do miasta. Monarcha, przejeżdżający przez most zwodzony, przyozdobiony kwiatami i girlandami, jest centralną postacią obrazu. Za nim ciągnie jego armia. W pierwszym szkicu z 1891 roku Gustaw I Waza jedzie na czarnym koniu. Ma na sobie renesansowy strój, a na głowie beret. W drugim szkicu z 1904 roku król nosi zbroję, natomiast na głowie ma koronę. Dosiada białego konia.
Scena ta oparta została na opisie wydarzenia, przedstawionym przez Andersa Fryxella w książce Berättelser ur svenska historien. Wydarzenie to miało miejsce w dzień przesilenia letniego 1523 roku. Król jechał na wysokim i dostojnie przystrojonym wierzchowcu, otoczony rycerzami i młodymi dworzanami w lśniących zbrojach, za którymi ciągnął nieprzebrany tłum. Władca wjeżdżał do miasta od strony Södermalm. Mieszczanie, uszczęśliwieni, że nadszedł kres ich niewoli, wyszli na spotkanie ze swoimi wyzwolicielami. W bramie króla podejmowali najstarsi i najznamienitsi spośród mieszczan wręczając mu klucze do miasta.

## Historia

### Konkurs
Nationalmuseum w Sztokholmie zostało otwarte w 1866 roku. Architekt Friedrich August Stüler wskazał, iż duże powierzchnie ścian w dolnej części klatki schodowej nadają się do pokrycia ich freskami. Podczas inauguracji placówki profesor architektury Fredrik Wilhelm Scholander przedstawił dokument, w którym opisał budynek. Natomiast co do pustych powierzchni ścian, przestrzegał przed pospiechem, ponieważ w tych czasach nie było szwedzkiego artysty specjalizującego się w tego rodzaju malarstwie, a powierzenie tego zadania artyście z zagranicy nie wchodziło w rachubę; zasugerował, iż niezbędny jest pewien czas do namysłu, a ogłoszenie konkursu dla rodzimych artystów nie będzie w stanie zapobiec powstaniu prac niedojrzałych lub nieudanych.
W 1883 roku zarząd Nationalmuseum zdecydował jednak o ogłoszeniu konkursu na temat przyozdobienia ścian Muzeum. Konkurs zakładał propozycje na piśmie. Kiedy w Nowy Rok 1884 minął termin nadsyłania prac konkursowych, do zarządu wplynely projekty od 14 artystów, organizatorzy jednak nie wybrali żadnego z nich; artysta Gotthard Werner otrzymał drugą nagrodę, a Mårten Eskil Winge wyróżnienie. Po otrzymaniu raportu na temat konkursu oraz propozycji dotyczących podjętych kroków Kungliga Majestät w 1887 roku postanowił, iż jako motyw należy wybrać temat z historii Szwecji. Na sześciu ścianach dolnej sali miały się znaleźć motywy z epoki Gustawa Wazy i późniejsze, podczas gdy na dwóch ścianach górnej części klatki schodowej – wydarzenia z czasów starożytnych i ze średniowiecza.
W 1887 roku spośród członków komisji Nationalmuseum utworzono komisję specjalną ds. malowideł ściennych (Väggmålningsnämnden) w składzie: Viktor Rydberg, August Malmström i Carl Curman. W lutym 1888 roku komisja ogłosiła konkurs, do którego zaprosiła szwedzkich artystów stawiając przed nimi zadanie obmyślenia planów i szkiców dotyczących pomalowania powierzchni ścian. Jednym z artystów, którzy od samego początku zdecydowali się uczestniczyć w konkursie, był Carl Larsson. Wiosną i latem pracował on nad tryptykiem Rokoko-renesans-sztuka współczesna. Pod pseudonimem „Wszystko dla ojczyzny” („Allt för fosterlandet”) sporządził 3 projekty: Karol XII w Bender, Linneusz przed dworem w Drottningholm i Bellman w Sergels ateljé. Komisja ds. malowideł ściennych zdecydowała 12 stycznia 1889 roku o przyznaniu Gustafowi Cederströmowi pierwszej nagrody w wysokości 800 koron za pracę Święty Oskar głoszący chrześcijaństwo. Larsson otrzymał drugą nagrodę w wysokości 800 koron, a Mårten Eskil Winge dostał 500 koron za Bitwę pod Fyrisvall. Zarówno Gustaf Cederström, jak i Carl Larsson zostali poproszeni o przedłożenie nowych szkiców. Chociaż obaj artyści dokonali pewnych zmian, komisja nie uznała ich i w czerwcu 1890 roku ogłosiła nowy konkurs.
Jesienią 1890 roku Larsson wynajął pracownię przy Glasbruksgatan w Södermalm w Sztokholmie i opracował swoje propozycje dla wszystkich ośmiu ścian. Dla dwóch ścian w górnej części klatki schodowej zaproponował dwa tematy: Gustaw Adolf II schodzi na ląd w Niemczech oraz Wjazd Gustawa Wazy do Sztokholmu w Wigilię św. Jana 1523. Prace konkursowe zostały wystawione przyciągając uwagę prasy. Dagens Nyheter napisał, iż Wjazd Gustawa Wazy do Sztokholmu należy docenić. Wysublimowana kompozycja Carla Larssona, z dumnymi, śmiałymi liniami i efektem kolorystycznym odznacza się najwyższym pięknem, a pomyślne wykonanie monumentalnego zadania przez Carla Larssona musi zadziwiać.
Komisja specjalna zdecydowała się jednak jesienią 1891 roku powierzyć Gustafowi Cederströmowi naniesienie na górną część klatki schodowej malowidła Święty Oskar głoszący chrześcijaństwo.
Komisja jednak podzielona, ale w piśmie do rządu większość jej członków zgodziła się, iż górna sala powinna zostać pokryta malowidłem Święty Oskar oraz jeszcze jednym motywem z czasów starożytnych. Pismo to nie wywołało reakcji ze strony rządu, a wielu artystów podpisało list protestacyjny, który został przekazany rządowi latem 1892 roku. Sygnatariusze protestu uważali, że propozycja większości członków komisji jest niewystarczająca, zalecając przyjęcie w całości propozycji Carla Larssona. Wśród 35 sygnatariuszy protestu byli tacy artyści jak: książę Eugeniusz, Geskel Saloman, Richard Bergh, Georg Pauli i Anders Zorn.
Sprawa przeciągnęła się do listopada 1893 roku, zanim komisja ponownie się zebrała. Zgodnie z propozycją Nilsa Fredrika Sandera postanowiła zaproponować rządowi, że w górnej sali powinien znaleźć się zarówno Święty Oskar, jak i Gustaw II Adolf. Rząd wysłał propozycję komisji do rozpatrzenia przez Konstakademien, która zamiast tego zaleciła umieszczenie obrazów Gustaw Waza i Gustaw II Adolf w górnej części klatki schodowej. Rząd podjął decyzję 2 lutego 1894 roku zgodnie z propozycją Konstakademien. Zadanie namalowania obrazu Gustaw Waza powierzono Gustafowi Cederströmowi, który jednak odmówił, gdyż nie chciał, aby obraz Carla Larssona Wjazd Gustawa Wazy do Sztokholmu w wigilię św. Jana 1523 przepadł. Carl Larsson oficjalnie otrzymał zlecenie narysowania szablonów do trzech ścian dolnej części klatki schodowej.
W 1896 roku komisja zamówiła kartony także do pozostałych trzech ścian w sali dolnej. Larsson za swoją pracę otrzymał po 25 tysięcy koron za każdą ścianę. Sześć ścian zostało pomalowanych latem 1896 roku. Komisja była jednak krytyczna, jeśli chodzi o samo wykonanie i chciała więcej zmian odnośnie do szczegółów. Spór zakończył się tym, iż komisja postanowiła „przyjąć” malowidła Larssona, unikając słowa: „zatwierdzić”. Kwestia wykonania Wjazdu Gustawa Wazy została wstrzymana, a po roku komisja zdecydowała, iż trzeba odłożyć kwestię jeszcze jednego malowidła na klatce schodowej.

### Obraz

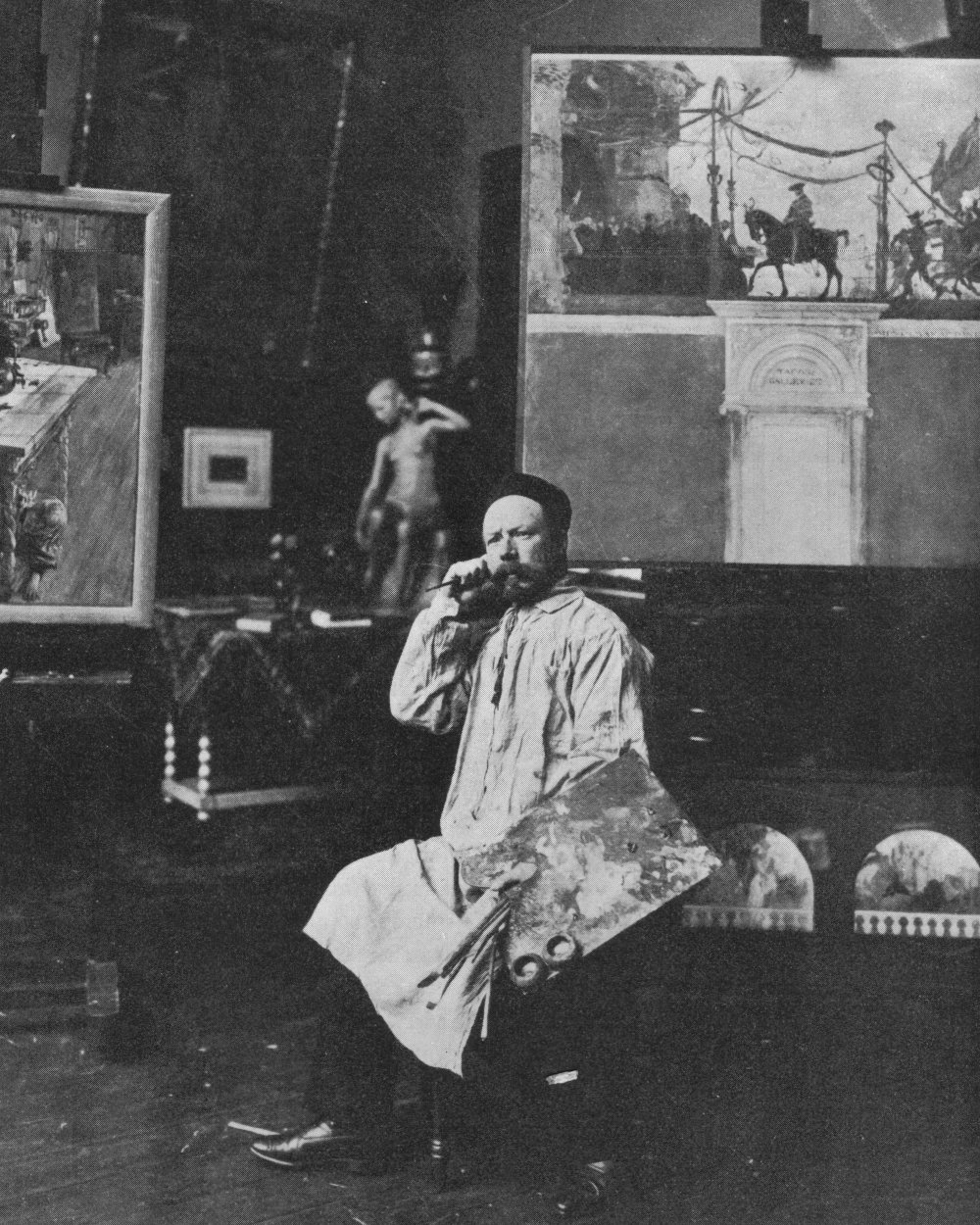
Carl Larsson w swojej pracowni przed pierwszym szkicem Wjazdu króla Gustawa Wazy

Komisja zawiesiła następnie swoją działalność, ale Carl Larsson był nadal ogarnięty twórczą pasją namalowania Wjazdu Gustawa Wazy. W grudniu 1897 roku napisał list do mecenasa sztuki Pontusa Fürstenberga, w którym poprosił o 10 tysięcy koron, aby móc malować swój dużych rozmiarów (14 × 7 m) obraz olejny, a następnie przedstawić go komisji, by ta nie mogła odmówić umieszczenia płótna na ścianie. Pontus Fürstenberg nie chciał wyłożyć takich pieniędzy i poprosił Carla Larssona o zaczekanie. Zapału artysty nie dało się jednak powstrzymać. Odparł Fürstenbergowi, iż nie ma wątpliwości, że będzie tym, który namaluje Gustawa Wazę i w związku z tym chciałby to zrobić natychmiast. W czasie, kiedy nie był zajęty innymi zadaniami, wykonywał szkice anatomii konia oraz malował zbroje w Livrustkammaren. Aby udoskonalić swoje umiejętności rysowania koni, brał lekcje w Veterinärhögskolan (Wyższej Szkole Weterynaryjnej). Wypożyczył również konia w Sztokholmie i przetransportował go do swojego domu Sundborn, aby narysować inochód. W maju 1904 roku wystawił szkic Wjazdu Gustawa Wazy w Nationalmuseum. Komisja ds. malowideł ściennych zebrała się jesienią 1905 roku i zadecydowała, że Larsson powinien przedstawić jeszcze jeden szkic, do którego mogłaby się ustosunkować. Decyzja ta nie była jednogłośna, a jeden z jej członków, Carl David af Wirsén uważał, iż Gustaw Waza, który musiał cierpieć z powodu zbuntowanych poddanych i swoich dzieci, będzie musiał teraz dodatkowo cierpieć będąc malowanym przez Carla Larssona.
We wrześniu 1906 roku komisja zebrała się i postanowiła zaproponować rządowi, żeby Larsson pokrył malowidłem ścianę wschodnią w górnej części klatki schodowej. Rząd przekazał tę decyzję komisji zwyczajnej Nationalmuseum i 7 listopada Carl Larsson otrzymał zlecenie namalowania Wjazdu Gustawa Wazy w formie fresku. Zadanie to było jednak łatwiejsze do wykonania w jego studiu w Sundborn; w październiku 1907 roku napisał do dyrektora Nationalmuseum, Louisa Looströma prosząc go o możliwość namalowania obrazu na płótnie i w oleju. Komisja przystała na to i obraz był w zasadzie ukończony w pracowni artysty w listopadzie.
Obraz bardzo różni się, jeśli chodzi o kompozycję i styl, od wcześniejszych malowideł ściennych, zrealizowanych przez Carla Larssona dla Nationalmuseum. Po raz pierwszy otrzymał on zgodę na namalowanie obrazu olejnego na płótnie. Płótno zostało przesłane w czterech rulonach do Sztokholmu i umieszczone w formie rozwiniętej na posadzce sali kopułowej, gdzie członkowie komisji mieli możliwość przestudiowania z jednego miejsca prawie gotowego obrazu. Komisja postanowiła zatwierdzić obraz Larssona, nawet jeśli były zastrzeżenia co do lewej tylnej nogi konia. Następnie płótna zostały zamocowane na ścianie, a 28 stycznia 1908 roku Carl Larsson sygnował swoje malowidło. Dokonał on jednocześnie ustępstwa na rzecz komisji usuwając koronę z głowy Gustawa Wazy. Horyzontalne rozplanowanie obrazu ze świtą królewską z Dalarny z prawej strony, mieszkańcami Sztokholmu po lewej i królem pośrodku stanowi reminiscencję ze studiów Larsona sztuki artystów włoskiego Quattrocenta, w tym Perugina i Uccella. Stylowo obraz należy do rozkwitającego wówczas nurtu, zwanego w Szwecji narodowym romantyzmem, stapiającym się z importowaną z kontynentu secesją. Z kolei z politycznego punktu widzenia stanowi przyczynek artysty do idei szwedzkiego państwa narodowego, zapoczątkowanego przez Gustawa Wazę.
Obraz Carla Larssona otrzymał pozytywne opinie prasy. Krytyk August Brunius na łamach Svenska Dagbladet napisał, że obraz spełnia wszystkie wymogi monumentalizmu wyrażając jednocześnie nadzieję, iż nie będzie on nigdy postrzegany jako nudny lub jako akademicka lekcja historii.